# Betty Grimes
Helen Elizabeth "Betty" Grimes, posteriorment Lindley, (Minneapolis, Minnesota, 25 d0octubre de 1899 - Washington DC, 18 de març de 1976) va ser una saltadora estatunidenca que va competir en els anys posteriors a la Primera Guerra Mundial.
El 1920 va prendre part en els Jocs Olímpics d'Anvers, on va disputar la prova de palanca de 10 metres del programa de salts, que finalitzà en sisena posició.